# Escudo de Marruecos
El escudo de armas de Marruecos se utiliza para representar el rey marroquí y como blasón nacional en este país. Es descrito en el lenguaje heráldico como sigue:

En campo de gules, medio sol saliente de 15 rayos de oro en el jefe sobre un campo de azur, sostenido por una faja arqueada de sinople, fuselada de oro y plata, el todo, cargado de un pentagrama de sinople. Al timbre, la corona real marroquí de oro, con perlas alternadas de gules y sinople y surmontado de un pentagrama de oro. El escudo se rodea de lambrequines de oro sostenidos por dos cuernos de la abundancia y soportados por dos leones al natural, el de diestra de perfil y el de siniestra leopardado. Tiene por divisa, en un distel de oro, el Verso 7, Sura XLVII, del Corán: «إن تنصروا الله ينصركم» (ʾin tanṣurū 'llaha yanṣurukum, ‘si ayudáis a Dios, él os ayudará’).

## Escudos históricos

Escudo de la provincia de Ifni (1958-1969)
Escudo del protectorado español de Marruecos (1912-1956)
Emblema de la República del Rif (1921-1926)
Escudo del Sultanato de Marruecos (1912-1956)